# 瓦斯克縣

51°35′N 19°8′E / 51.583°N 19.133°E
瓦斯克縣（波蘭語：Powiat łaski），是波蘭的縣份，位於該國中部，由羅茲省負責管轄，首府設於瓦斯克，面積617平方公里，2006年人口50,874，人口密度每平方公里82人。